# 小柳駅 (青森県)

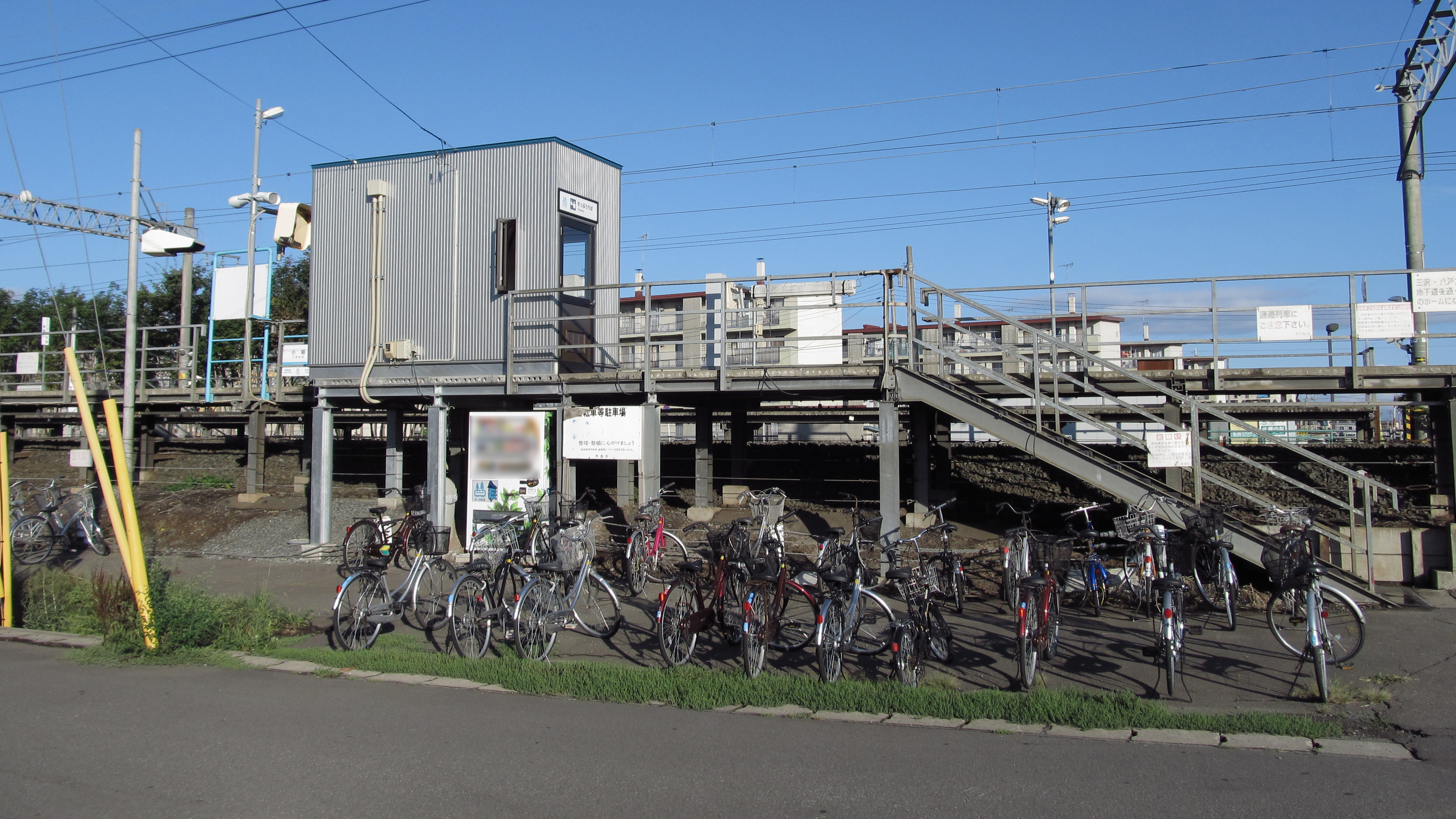
南側出入口（2012年9月）

小柳駅（こやなぎえき）は、青森県青森市大字小柳字桂にある、青い森鉄道青い森鉄道線の駅である。

## 歴史
- 1986年（昭和61年）11月1日：青森市内の奥羽本線新青森駅、東北本線矢田前駅と同時に開業[1]。無人駅[2]。
- 1987年（昭和62年）4月1日：国鉄分割民営化により、東日本旅客鉄道（JR東日本）の駅となる[3]。
- 2010年（平成22年）12月4日：東北新幹線全線開業に伴い、青い森鉄道に移管。
- 2021年（令和3年）3月13日：ダイヤ改正に伴い､当駅を発着する『快速しもきた』廃止。

## 駅構造
相対式ホーム2面2線を有する地上駅。跨線橋は無く、駅東側の地下道で連絡している。
青森駅管理の無人駅。平日は朝のラッシュ時に浅虫温泉駅の係員が配置され、集札や除雪、清掃業務を行っているほか、夕方の青森方面の一部列車は青森駅所属のアテンダントが乗車し、集札を行う。
下りホームには自動券売機と待合室がある。また、上りホーム側には待合室（駅舎）がある。

### のりば
| ホーム | 路線          | 方向 | 行先           |
| ------ | ------------- | ---- | -------------- |
| 北側   | ■青い森鉄道線 | 上り | 八戸・目時方面 |
| 南側   | ■青い森鉄道線 | 下り | 青森方面       |

※案内上の番線番号は設定されていない。

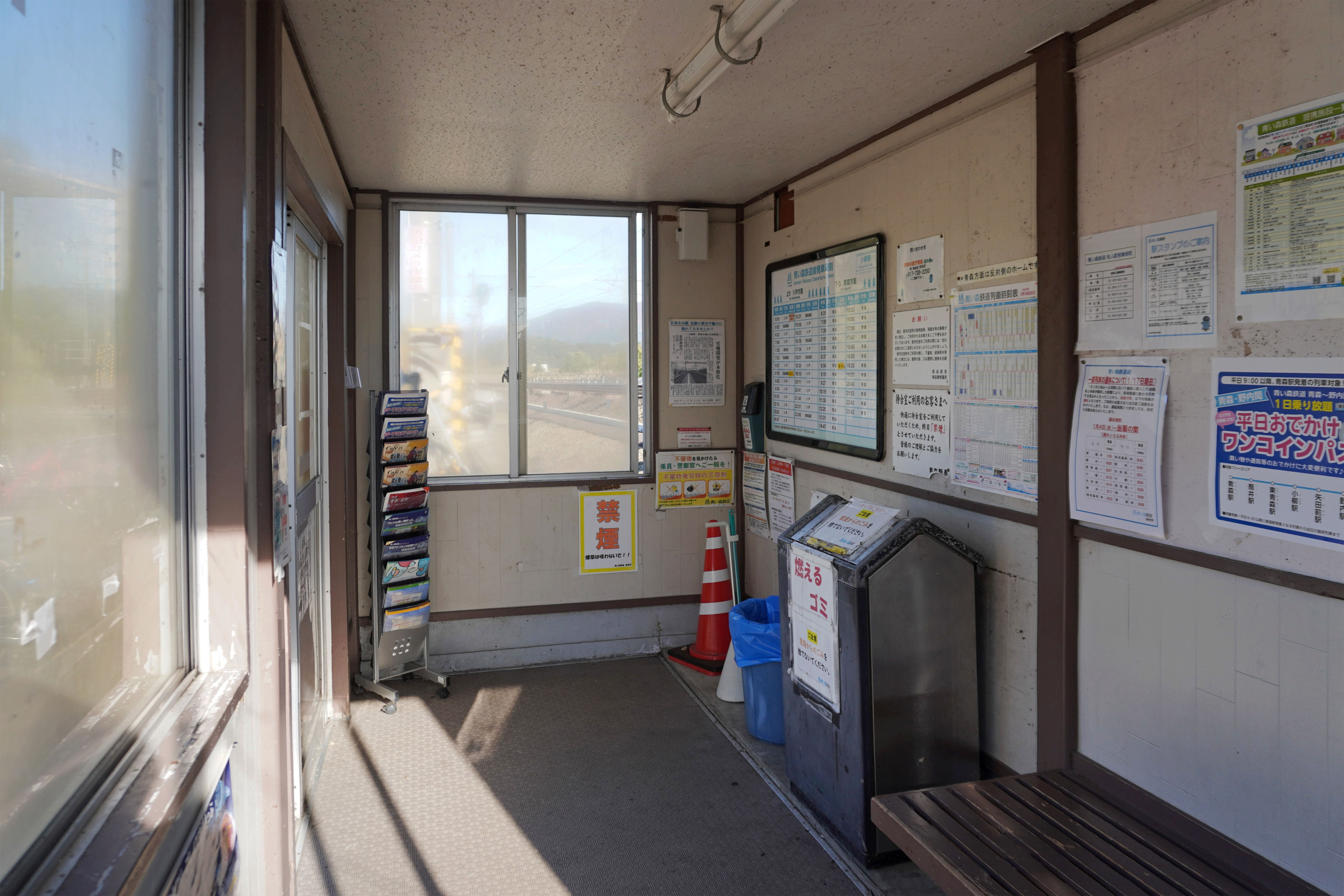
上り線待合室（2023年10月）
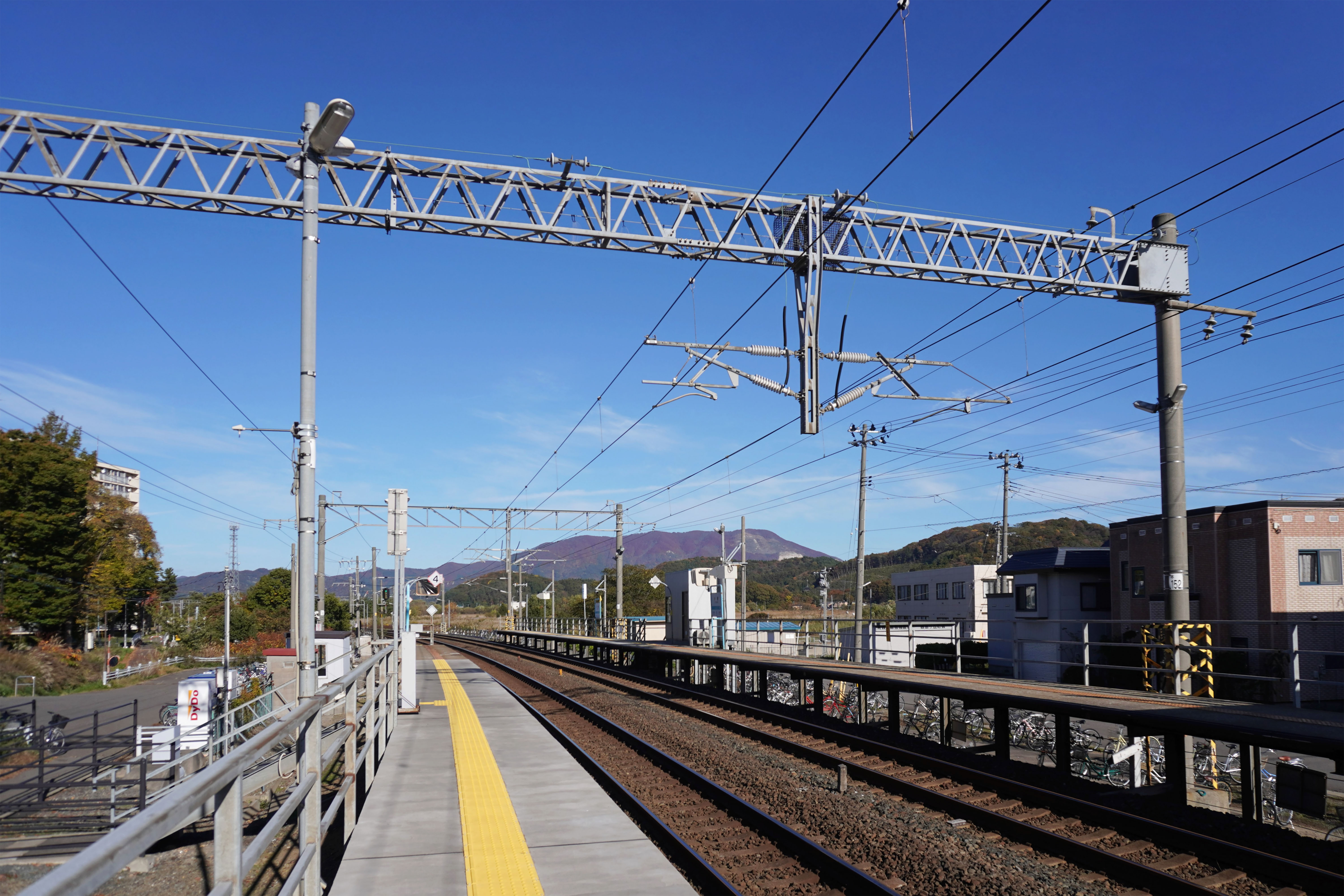
ホーム（2023年10月）
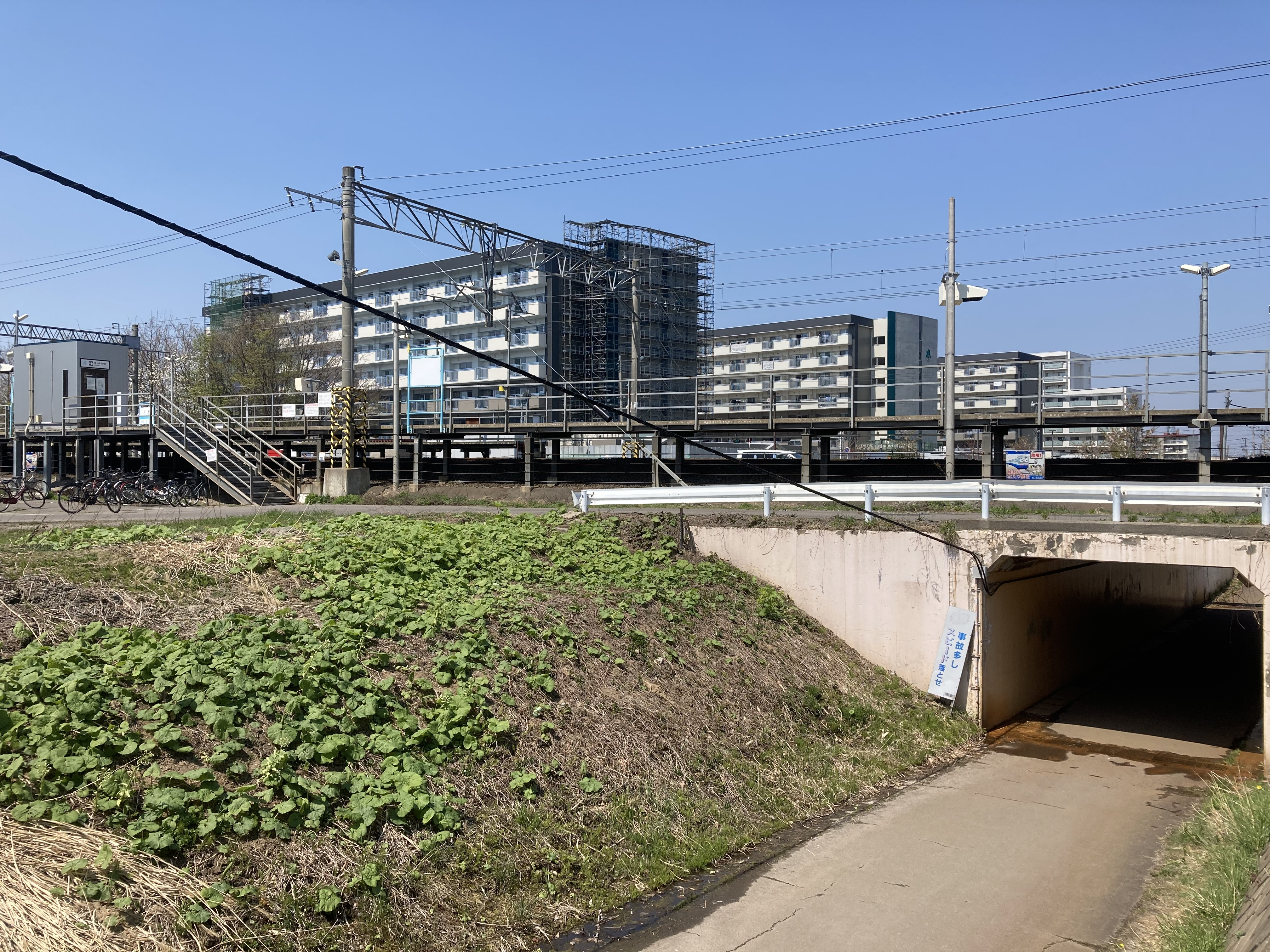
地下道（2021年4月）

## 利用状況
- 2004年度の乗車人員は1日平均457人である。いずれもJR時代のもの[6]。
- 青い森鉄道 - 2016年度の1日平均乗車人員は、295人である[7]。また、付近に青森県立青森商業高等学校移転後の2017年度の1日平均乗降人員は1,063人[8]であり、前年度より2倍弱増加した。

| 乗車人員推移 | 乗車人員推移    |
| 年度         | 1日平均乗車人員 |
| ------------ | --------------- |
| 1988         | 639             |
| 1993         | 427             |
| 1998         | 451             |
| 2001         | 469             |
| 2004         | 457             |
| 2005         | 不 明           |
| 2006         | 不 明           |
| 2007         | 不 明           |
| 2008         | 不 明           |
| 2009         | 不 明           |
| 2010         | 不 明           |
| 2011         | 276             |
| 2012         | 276             |
| 2013         | 269             |
| 2014         | 272             |
| 2015         | 291             |
| 2016         | 295             |

## 駅周辺
周辺は住宅地。駅の北西から北東にかけては小柳第1 - 第3団地、南には住宅地（自由ヶ丘・虹ヶ丘）が広がる。東の方には赤川がすぐ側に流れているが、その向こうは田園地帯が広がっている。
- 青森県立青森商業高等学校 - 2013年3月末に青森県立青森戸山高等学校が廃校になり、2017年4月からは青森商業高等学校が青森市東造道からここに移転してきた。
- 青森県立保健大学（旧・青森県立高等看護学院）
- こやなぎ温泉
- ラ・セラ 東バイパスショッピングセンター
  - ユニバース東バイパス店

## バス路線
最寄のバス停は、市営バス小柳線「小柳小学校前」停留所である。
かつて、駅前に「小柳団地」停留所と停留所上屋、バスの回転用地が存在したが、小柳団地の建て替え工事に伴い2014年4月1日から運行経路が変更になり、バス停が廃止された。なお、かつてのバス回転用地は、集合住宅敷地内の緑地となっている。

## 隣の駅
青い森鉄道
■青い森鉄道線
矢田前駅 - 小柳駅 - 東青森駅